# La posada del dragón
La posada del dragón (en chino: 龍門客棧 pinyin: Lóng Mén Kè Zhàn), es una película del género wuxia coproducida por Hong Kong y la República de China (Taiwán) de 1967, escrita y dirigida por King Hu. La película se rehízo en 1992, como New Dragon Gate Inn, y nuevamente en 2011 como The Flying Swords of Dragon Gate.

## Trama
Tsao, el primer eunuco del emperador, ha derrotado con éxito al general Yu, su oponente político. El general fue decapitado y sus hijos restantes fueron exiliados de China. Mientras los niños son escoltados al límite occidental del imperio chino, Tsao conspira para matarlos. Así, la policía secreta de Tsao acecha en la desolada posada del dragón. El experto en artes marciales Hsiao aparece en la posada queriendo encontrarse con el posadero. Lo que ignora la policía secreta es que el posadero, Wu Ning, era uno de los lugartenientes del general y ha llamado a Hsiao para ayudar a los niños. Una pareja de hermanos artistas marciales (hijos de otro de los tenientes de Yu) también se presenta para ayudar, y los cuatro se apresuran en la búsqueda de los hijos de Yu y los llevan a un lugar seguro.

## Producción
En 1965, el director King Hu dejó el estudio Shaw Brothers, con sede en Hong Kong, justo después de completar Bebe conmigo. Hu se fue a Taiwán, donde se reunió con Sha Rongfeng. Fue filmada en Taiwán en 1966.

## Recepción
En los Premios Golden Horse, del Festival de Cine de Taipéi, de 1968, La posada del dragón ganó el premio al Mejor Guion y fue finalista al Mejor Director.
La recepción moderna de la película en Taiwán es positiva. En 2011, el Festival de Cine Tapei Golden Horse contó con la participación de 122 profesionales de la industria. Estos votantes incluyeron estudiosos de cine, programadores de festivales, directores de cine, actores y productores para votar por las 100 mejores películas en idioma chino. La posada del dragón empató con Fa yeung nin wa de Wong Kar-wai por el noveno lugar en la lista.
En el Reino Unido, Empire le dio a la película cuatro estrellas de cinco, refiriéndose a ella como «Una piedra angular del género Wuxia» y señaló que la película «puede carecer de complejidad argumental y espectáculo de época. Pero el enfrentamiento en una posada remota está salpicado de tensión, ingenio y excelentes artes marciales». Michael Brooke (Sight & Sound) se refirió a Dragon Inn como «una de las películas wuxia pian más importantes que surgieron del mundo de habla china antes del gran auge de artes marciales en la década de 1970» y que fue «desenfrenadamente entretenida». Brooks comentó sobre las escenas de acción y opinó que «no son tan alucinantes como las que el cine de Hong Kong produciría más adelante; son animadas y agradablemente frecuentes, con Hu aprovechando al máximo el formato». Brooke concluyó que «si no es de lo mejor de Hu cuando se compara con A Touch of Zen o The Fate of Lee Khan, es al menos una introducción excelente». The Radio Times le dio a la película una calificación de cuatro sobre cinco estrellas; sintió que la película superó a Come Drink With Me y señaló que el «control sobre el movimiento de la cámara y la composición de Hu es ejemplar, aumenta la tensión y vigoriza el juego de la espada».